# 白い秘密
『白い秘密』（しろいひみつ）は、1976年（昭和51年）10月1日から1977年（昭和52年）4月1日まで、TBS系列で放送されたテレビドラマ。田宮二郎主演の「白いシリーズ」第4作である。製作、松竹株式会社・TBS。全25話。

## 概説
本作は、田宮二郎演じる三村京介医師が手術の失敗で、ある女性患者を死なせ、城東医科大学の有能な脳神経外科医の道を捨て、日本からブラジルへ渡り、コーヒー園で働き始める。しかし、友人の医師が急死したことを手紙で知り、ブラジルから日本へ一時帰国する。一度は捨てた医師の世界から再び脳神経外科医に戻る作品である。東海大学医学部付属病院の全面的な協力を得ていることが特徴。
田宮二郎が『白い影』以来の白衣の医師を演じる。「白い」シリーズ第4弾だが、本作の後、片平なぎさ主演で『白い波紋』がスタートし、のちに本作は「片平なぎさ「白い」シリーズ」第1弾と位置づけられた。

## あらすじ
失明にも両親を亡くした事にもめげずに明るく生き抜こうとする孤独な少女・宗方夕子（むなかたゆうこ、片平なぎさ)と脳神経外科医・三村京介医師が織りなす愛の物語。宗方夕子は頭蓋咽頭腫が原因で失明する5年前、手術ミスで母を死なせた医師・三村京介の顔を覚えていた。ある日、夕子は事故に遭い、病院に運ばれる。ところが皮肉にも担当医は三村京介だった。

## 登場人物・キャスト
三村京介
演 - 田宮二郎
城東医科大学の元脳神経外科医、有田外科医院勤務医。のちに城東医科大学第一外科医局員となる。独身。喫煙者。好きな食べ物は、クラムチャウダー、鶏の丸焼き。5年ぶりに、ブラジルからパンナムのジャンボジェット機、ボーイング747で、日本へ5年ぶりに帰国する。大親友だった有田まさゆきの急死を、妻の有田しず子からエアメールで連絡を受けたからである。羽田空港からタクシーで有田外科へ到着した三村は、有田外科医院の前で、爆音を轟かせてオートバイで通院患者の来院を妨害していた栄治と乙吉を排除する。そして、有田まさゆきの仏前で拝む。ある日、栄治が夕子を誘い出し、バイクで外に出掛けるが、道路の真ん中でサッカーボールで遊んでいた男の子を避けようとしたところ、バイクが転倒し、夕子は怪我をしてしまう。すぐさま、夕子は栄治のバイクで有田外科に運ばれ、緊急処置を施そうとするが、大の医者嫌いであったため処置は難航したが、三村の説得で頭部レントゲン写真を撮影し、緊急処置を施す事が出来た。三村医師は、その少女(宗方夕子)の名前を聞き出すと、夕子は「宗方夕子です」と答える。三村は5年前に、手術の失敗でひとりの患者を死なせた。その患者の名前が宗方奈美江だったため、夕子に家族の名前を聞き出し、母は城東医科大学付属病院で5年前にある医師に殺されたと発言する。そして父のことを聞くと、「父はいません」と答える。三村は、すぐにその少女(宗方夕子)が5年前に手術の失敗で死なせた宗方奈美江の娘と知り、ショックを受ける。なぜなら、その医療事故で死なせたことが原因でブラジルに渡り、医師の道を捨てたからだ。夕子が叔父の宗方健一郎が交通事故死したショックで、死ぬことを覚悟で北海道へ栄治と逃避行したことを知り、羽田空港から全日空のジェット機(DC-10)で新千歳空港まで追いかけて行く。城東医科大学病院の第2手術室で、宗方夕子の3回目の手術の第一助手として施術。この3回目の手術の執刀者は漆原道夫教授だが、漆原道夫教授に全幅の信頼を寄せられ、実質的には三村京介医師が最も主要な施術者である。手術前、三村は緊張し、まるで神にでも祈るような表情をし、3回目の宗方夕子の手術の執刀を開始。命だけは取り留め、なんとか成功する。手術後も夕子の検査を緻密に行い、「宗方夕子視力回復グラフ」を作成し、毎日の視力の変化を測定していた。恋人の栄治は5回ほど夕子の見舞いに訪れている。そして十数日後、夕子の視力が徐々に回復の兆候を示し、光を感じるようになり、そのまた数日後には夕子の視力が完全に回復する。その喜びと並行して、三村は大変不安な心境に満ちて来た。なぜなら5年前の夕子の母の手術の失敗で死なせたからである。夕子の視力が回復し、三村は夕子にすべてを告白しようと決心するが、栄治と城東医科大学付属病院の玄関で偶然会い、栄治に「夕子の目はもう見えるんだぜ。手のひらを顔のここまで近づけたら。先生大丈夫かよ？」と言われるが、三村はそれにも屈せずに夕子にすべてを告白しようと決心する。
宗方夕子
演 -  片平なぎさ
藤森豪太郎・宗方奈美江の長女。昭和34年7月12日生まれ。5年前に城東医科大学付属病院で手術中に母を亡くす。そのときの執刀医は三村京介医師であった。手術室から出てくる、シーツを全身に掛けられた、死亡した母の載ったストレッチャーに駆け寄り号泣。それと同時に、執刀した三村の顔を涙しながら睨み付け、その顔はハッキリと目に焼き付き、ハッキリと覚えていた。2年前、ラッシュ時間帯の駅の階段で将棋倒しに巻き込まれ、その下敷きになり、すぐに区立第一病院に救急車で緊急搬送され、小泉医師の治療を受けるも、その甲斐も無く失明してしまう。その後、亡くなった母の叔父夫婦のもとに預けられ、BOUTIQUE 青い鳥で得意の編み物をし、その仕上げた編み物をBOUTIQUE 青い鳥で販売しながら、生活をしていた。ある日、栄治が夕子を誘い出し、バイクで外に出掛けるが、道路の真ん中で遊んでいた男の子を避けようとしたところ、バイクが転倒し、夕子は怪我をしてしまう。すぐさま、夕子は栄治のバイクで有田外科に運ばれ、緊急処置を施そうとするが、大の医者嫌いであったため処置は難航したが、三村の説得で、頭部レントゲン写真を撮影し、緊急処置を施す事が出来た。
しかし、三村の強い説得で、検査を受けることを承諾する。夕子は、大の医者嫌いだったが、非常に優しく接してくれた三村医師には愛着が湧いてきて、検査を受けることを承諾した。その後、体調が良くなった夕子は、再びBOUTIQUE 青い鳥で働きながら生活をしていた。ある日、従姉である淳子と二人きりになった自宅の食堂の椅子に腰かけていたところ、淳子がタバコを吸い始め、そのことを夕子は淳子に軽く注意する。淳子は「この頃はね、タバコぐらい誰だって吸うの」と、編み物をしている夕子にきつく言う。夕子から離れて電話を移動させて、友人に電話をして話している。そのとき、淳子は半分ほど吸っていた火の付いたタバコを近くの棚に置いたまま電話に夢中になり、タバコのことを忘れて駅前の喫茶店に夕子ひとり残して出かけてしまう。火の付いたタバコが下のゴミ箱に落ち、ゴミに引火して大火事になってしまう。目の見えない夕子は、必死でいつも置いてある電話のところに行き、電話を探そうとするが、淳子が電話を移動させたため、電話で119番することもできず、火の勢いはカーテンに移って燃え広がり、自宅が燃え盛る。近所の高齢の男性が火事を発見し、夕子をオートバイで訪ねてきた栄治も、宗方家の自宅が燃え盛っているところを目の当たりにする。それと同時に、夕子のレントゲン写真を持って、説明に夕子のもとへタクシーで駆けつけた三村は、栄治から夕子がまだ家の中にいると告げられる。その後、栄治が燃え盛る家の中に入り込み、夕子のことを助けようとする。警察官に引き止められた三村も警察官二人の制止を振り切り、夕子のことを助けようとする。激しく燃え盛る自宅の中にコート姿で入り込み、栄治が一酸化炭素中毒寸前で倒れているところを発見し、夕子の居場所を聞く。夕子は居間で倒れていた。三村はなんとか夕子を助けようと必死になり、激しく燃え盛る中、夕子を抱き上げ、栄治と共に無事に救出ことに成功する。すぐさま救急車で有田外科に運ばれ、三村の手で緊急処置を施し、夕子は命は取り留める。夕子は、やはり5年前の母の死の件があり、大の医者嫌いであったが、信頼する三村による治療を頑なに拒否反応を示すことなく、三村と金子医師による処置はスムーズに行われた。城東医科大学付属病院で精密検査をした結果、頭蓋咽頭腫であることが分かり、放置しておくと余命3ヶ月と診断を受けるが、夕子には伝えない。三村はなんとかして城東医科大学付属病院で手術、治療をするように勧めるが、母を亡くした病院であるため、最初は拒否反応を示すが、三村が執刀するのだったらという条件付きで、夕子は城東医科大学付属病院で手術をすることを了承する。しかし、三村はすでに城東医科大学付属病院の医師を捨てた男である。そのため、なんとかして夕子の目を治したい一心で、城東医科大学付属病院の医員になりたいために、かつての婚約者である亜矢子(藤森豪太郎教授の長女)に、城東医科大学付属病院の脳神経外科医である漆原道夫教授に合わせて欲しいと依頼する。漆原は話を聞いて快諾し、城東医科大学付属病院の一介の医員になることができた。しかし、藤森の妨害、江田医師の妨害などにより、夕子の手術をすることはできなかった。藤森は、藤森外科の直系の弟子である江田が最初の手術をすることを勧め、江田の手で夕子の手術を施術する。しばらくして、光を感じるようになるまで視力が回復するも、数日で元の盲目に戻ってしまう。江田の手術は、夕子の頭蓋咽頭腫の内容液を除去しただけで、完治には至らなかった。数日経過し、今度は藤森が夕子の執刀医となり、2回目の手術を施行しようとしたが、手術寸前に狭心症で倒れ、手術は不可能となる。3回目の手術を三村が担当することになった。手術日は1977年(昭和52年)3月11日に決定する。しかし、江田の策略で保護者である宗方民江が手術承諾書のサインを拒否し、予定日まで残り少ない中、有田しず子、三村の強い説得で了承し、手術承諾書にサインをする。予定通りの3月11日に、城東医科大学付属病院第2手術室で、夕子の手術が施行される運びとなった。執刀者・漆原道夫、第一助手・三村京介の手で、手術は行われた。1977年(昭和52年)4月1日、宗方夕子の手術に成功した三村は、夕子に内緒で羽田空港からブラジルへ、パンナムのボーイング747で旅立って行く。コーヒー園で働くのではなく、漆原教授に紹介状を書いてもらい、ブラジルの病院で医師として働くこととなる。
津山栄治
演 - 千葉裕
宗方夕子の恋人。自動車整備工場勤務。母を幼い時に亡くし、父は新しい嫁をもらっている。好きな諺は、「義を見てせざるは勇なきなり」。自動車メカニズムに精通しているが、自動車整備士の資格は持っていない。故郷は福島県。有田外科の土地を奪い取ることを目論んだ水野に雇われ患者を減らして有田外科の経営を悪化させるため、おときちらとオートバイで有田外科の周りを爆音を立てながら走行し営業妨害する。夕子の叔父の宗方健一郎が交通事故死したことでショックを受けた夕子の希望で、北海道へ逃避行し、北海道虻田郡留寿都村のホテル(大和ルスツ高原ホテル)まで、夕子と自殺する覚悟で想い出の旅をする。栄治は夕子と雪合戦やソリを楽しむ。ある日、栄治が参加した留寿都村主催のハンググライダー大会で優勝して表彰される。しかし、表彰されている途中、浅井が落とした財布から10万円を抜き取った容疑で警察に連行される。駐在所まで連行された栄治は、真犯人の松本義雄の犯行を言う事が出来なかったが、後に松本義雄が駐在所に自首する。それにより、栄治の無罪が証明されることとなった。北海道まで追いかけてきた三村が、東京まで帰ることを促す。江田と水野の癒着問題を知った栄治は、水野金融に押しかけて、ナイフで水野の右大腿部を刺して全治3週間の怪我を負わせて逮捕され、家庭裁判所の審判によって少年鑑別所に収監され、独房に入所させられる。毎朝、少年鑑別所で、ヴィヴァルディの『四季』を流されて、お気に入りの曲になる。鑑別所から出所した栄治は再び、自動車整備工場で働く。夕子が三村による3度目の手術前に、ベッドに横たわった夕子の耳元で『四季』を聴かせてあげる。夕子の失明が回復したあと、独立して「津山移動修理工場」を経営する。
内田おときち
演 - 赤塚真人
内田甲平の長男。津山栄治の友人。無試験で富士見大学に合格し、大学の応援団に入団する。キャンディーズのスーちゃん（田中好子）のファン。
宗方民江
演 - 真山知子
「BOUTIQUE 青い鳥」経営者。服飾デザイナー。健一郎の計らいで夕子を引き取るが、盲目の夕子に辛く当たることが多い。非常に気が強い性格。愛車は、日産スカイライン4ドアセダン。三村が夕子の3回目の手術をすることを急に拒む。そのため、有田しず子から300万円の資金を手渡されるが、受け取らず、のちに現れた三村の説得により、手術承諾書にサインをする。
宗方健一郎
演 - 佐藤英夫
民江の夫。船舶会社勤務。夕子の叔父（宗方奈美江の兄）。宗方家の中で夕子の最大の理解者であり、夕子を大事にする。ある日、夕子とシャガールの絵画展に出掛けたあと、夕子と節子と居酒屋で飲み会をする。夕子と節子と楽しみながら、「知床旅情」を歌う。その後、夕子の恋人の栄治が飲み会に来なかったことにより、二次会にでも誘おうと電話ボックスで電話をするがつながらず、ほろ酔いで電話ボックスから出て、千鳥足で道路を横断している時に、2トントラックにひき逃げされ、救急車で有田外科に運ばれ、三村医師、金子医師が緊急治療を施すが、夕子と病室で二人きりになったときに夕子に本当の父親の名前を言う直前に死亡する。
宗方淳子
演 - 関根世津子
健一郎、民江夫婦の長女。夕子の恋人の津山栄治に思いを寄せていたこともあって、夕子に辛く当たる。不良グループと付き合っていて、日夜、ディスコで踊りまくり酒を飲んでいる。ある日、淳子が吸っていたタバコの火の不始末が原因で、自宅を全焼させてしまうが、夕子の責任だと嘘をつく。最終回では、夕子と和解する。
江田信彦
演 - 石浜朗
城東医科大学助教授。脳神経外科医。三村京介のライバル。藤森亜矢子の元婚約者。藤森外科の一番弟子である江田信彦医師が夕子の最初の手術をするも頭蓋咽頭腫の内容液を除去しただけで、一時的には光を感じるまでになるが、その後再び失明に戻ってしまう。ある日、城東医科大学病院の駐車場に停めた水野の愛車のベンツの車内に誘い込まれ、水野金融との癒着を録音されたカセットテープを購入するよう脅迫させられるが断る。また有田正行医師をジギタリスの過剰投与によりジギタリス中毒で死亡させ、ジギタリス中毒が死因と記載された最初のカルテを破棄し、急性心筋梗塞を死因とした2枚目のカルテを作成。二重カルテを作成したことでジギタリス中毒を隠蔽したことを暴かれて、城東医科大学学長、漆原教授の判断で、城東医科大学医学部を辞めさせられてしまう。その後、北海道の病院へ左遷させられる。独身。
水野
演 - 宮口二郎
水野金融社長。江田医師と組んで、他の医師に高利貸しをしている。江田医師の紹介で、有田外科に高利貸しをしているが、返済が滞っている。江田医師にバックマージンを渡している。愛車はベンツ。
黒岩けんご
黒岩建設社長。有田正行が城東医科大学病院に入院した2日後に入院。病室は有田正行の隣の病室。主治医は江田信彦医師。
髙橋文夫
演 - 南條豊
津山栄治の友人。栄治と同じく、故郷は福島県。昼間は会社員として働いているが、夜は保険勧誘員のアルバイトをしている。姉の早智子が自殺する前に、文夫のために作った肉じゃがを、早智子の通夜のときに号泣しながら手づかみで食べる。
中沢早智子
演 - ひろみどり
城東医科大学病院小児科病棟勤務の看護婦（看護師）。有田まさゆきが死亡するまでは、外科病棟の勤務であり、有田の担当であった。髙橋文夫の姉。離婚歴あり。幼少の頃、宗方奈美江と夕子母子の自宅の隣に住んでいた。宗方奈美江に大変世話になった過去がある。かつて江田信彦に弄ばれた経験がある。久しぶりに江田と再会し、抱擁、キスをする。江田が、有田の日記を破り捨てたところを見ていた。そのことについて、江田に内緒にしてくれと言われ、良心の呵責を感じた後、自宅アパートで服毒自殺する。
金子医師
演 - 長沢大
有田外科非常勤医師 城東医科大学病院の外科医。
せつこ
演 - 大井小町
「BOUTIQUE 青い鳥」従業員。愛称 せっちゃん。おっちょこちょいな性格。夕子のことを心から大切にしている。夕子の数少ない理解者の一人である。
たかし
演 - 佐藤仁哉
東京証券取引所勤務。津山栄治の幼馴染。
けんじ
演 - 小原秀明
津山栄治の友人。
前田順斉
演 - 金沢伸治
占い師。
佐藤病院院長
演 - 明石潮
佐藤病院は東京都渋谷区にある外科病院。金子医師が佐藤病院で、腹膜炎を併発した虫垂炎の患者を執刀する予定だったが、金子医師は高熱で寝込み、三村京介医師がその患者を執刀する。
暴走族のリーダー
演 - 宇津海仙
淳子の友人。
山口
演 - 菅原昭子
有田外科勤務の准看護婦（准看護師）。
大型トラック運転手
演 - 阿藤海
デコトラ運転手。同僚と交代で助手席に座っている。静岡県沼津市まで荷物を運んで走行している最中、家出した夕子が道路で立ちすくんでいるところを発見。夕子の親戚が住んでいる江の島までトラックに同乗させてあげるが、トラックの荷台のゴムが外れたことに気付いたことで、走行途中に停車させ、荷台のゴムをしっかりと結んだあと、トラックに戻ったところ、トラックを運転していた同僚の男に夕子が襲われそうになり、夕子は途中で降りてしまう。運転していた同僚の男を殴って、叱りつける。
山口のり子
演 - 黒木真由美
北海道虻田郡留寿都村の大和ルスツ高原ホテルの売店に勤務する。栄治がかつて勤めていたホテルの同僚。愛称：のりっぺ。
小泉英夫

山口のり子の恋人・札幌勤務の会社員。
松本義雄
演 - 小林文彦
山口のり子の幼馴染。夕子と栄治が北海道のホテルに到着したとき、男性が落とした財布から10万円を抜き取る。病弱の妹の早苗と幼い弟の太一がいる 妹の早苗は、左の肺の半分を切除している。
浅井
演 - 永井秀明
北海道のホテルに車で来る。車から降りて10万円入りの財布を車の横に落とす。
赤場みどり
演 - 秋本圭子
アイドル歌手。アート音楽事務所所属。幼い頃、母を亡くしている。3年前に父の胃潰瘍を藤森豪太郎教授が執刀し完治。1年前まではレストランのウエイトレスとして働いていた。その後アイドル歌手としてデビュー。宗方夕子が大ファン。藤森が、夕子が赤場みどりの大ファンであることを知り、アート音楽事務所に電話をして、夕子を赤場みどり誕生パーティーに参加できるように依頼し、宗方夕子と栄治、おときちが招待される(おときちは、赤場みどりの新曲のポスターを2000枚を貼ることで、パーティーに招待された)。赤場みどりは夕子が盲目であることを知り、ステージの上に上がらせて、来客に夕子を紹介する。夕子が盲目で苦しい生き方をしていることを、集まったファンたちに告げ、夕子のこれからの人生を応援する。
小泉医師
演 - 松川勉
区立第一病院勤務の外科医。2年前に宗方夕子が失明してしまったときの主治医であった。
藤堂
演 - 安部徹
城東医科大学病院理事。東北に大学病院を作っている。
有田まさゆき
演 - 城戸卓
有田しず子の亡き夫、元有田外科医院長。生前、江田医師の紹介で水野金融から高利貸しを受けている。城東医科大学時代の三村京介の大親友の有田まさゆきは生前に有田外科を、三村京介と経営したいと望んでいた。毎日、日記を書く習慣があった。黒岩建設と城東医科大学病院との金銭的癒着を学内で唯一気づいていた人物である。
ある日、「２，３日、人間ドックに入院する」と言って、城東医科大学病院に入院する。しかし、数日後、急に心臓の調子が悪くなり、急死する。入院中の昭和51年（1976年）9月9日から4日間の日記が破られていた。主治医は江田信彦。担当看護婦は、中沢早智子。心電図 (ECG) には特に異常は見られなかったが、江田はその癒着問題をもみ消すための絶好のチャンスとしてとらえ、意図的にジギタリスを多量に注射し、それが原因で死亡するが、江田は急性心筋梗塞で死亡したと家族に告げる。妻の有田しず子は、三村にまさゆきが死亡したことをエアメールで連絡し、それを見て不審に思った三村がブラジルから一時帰国する理由となった。
有田くにお

有田まさゆき・有田しず子夫婦の長男。有田外科で勤務するようになった、三村京介医師を、実の父のように慕う。
住職
演 - 田口精一
静岡県伊東市の住職。宗方奈美江と、藤森豪太郎が眠る墓（宗方家）の寺の住職。
刑事
演 - 小林昭二
内田甲平
演 - 青空はるお
スナック裏窓のマスター。私立医大を10年間かけて卒業し、医師免許に合格するも、医師の道を諦めて、スナック裏窓のマスターとなる。京介の友人。
藤森亜矢子
演 - 丘みつ子
藤森豪太郎・藤森路子の長女（一人娘）。宗方夕子の義理の姉。三村京介の元婚約者(城東医科大学時代から三村京介を5年間愛し続けている女)、江田信彦の元婚約者(藤森教授の勧めで江田と強制的に婚約させられた)。夕子の失明が治り、亜矢子の車の中で京介がブラジルに帰ると言うと、自分も京介と一緒にブラジルまで付いて行くと言うが、京介が反対する。5年後に京介のもとへ行くと硬い握手をして約束する。愛車は、赤い三菱・ギャラン4ドアセダン。
有田しず子
演 - 松原智恵子
元有田外科医院長 有田まさゆき未亡人。江田医師の紹介で、水野金融から高利貸しを受けているが、返済が滞っている。三村京介に恋心を抱くが告白はしない。夕子の3回目の手術を三村京介医師がすることを急に拒んだ宗方民江を説得するために、母の形見の指輪を質屋に出して300万円用意して、民江に手渡そうとするが拒否される。
有田さだ
演 - 葦原邦子
有田まさゆきの母。有田しず子と同居している。三村京介としず子の再婚を希望している。
藤森豪太郎
演 - 山村聰
城東医科大学脳神経外科教授。城東医科大学病院第一外科部長。恐妻家。宗方奈美江の愛人。宗方夕子の実父。脳手術の革新的技術である、藤森技法を実現する(藤森技法のヒントは、三村京介医師が考案したものである)。城東医科大学の学長選挙を控えている最中にロンドンに出張。城東医科大学理事会の承認を得て、コンピュータ断層撮影装置（CTスキャン）をロンドンで購入し、城東医科大学に納入する。昭和51年（1976年）12月24日、夕子が栄治と藤森家を訪ねようと依頼し、藤森家の玄関の前に夕子と栄治が到着したとき、豪太郎が亜矢子と京介に宗方夕子の実の娘と告白する。夕子の2回目の手術をするも、手術中に倒れる。狭心症の持病を持っている。夕子と和解し、藤森家の庭で夕子と輪投げをしたあと、夕子がその場を離れ、藤森家の台所でレモンティーを用意している間に、急性心筋梗塞で倒れて死亡する。
藤森路子
演 - 幾野道子
藤森豪太郎の妻。城東医科大学元学長の長女。神経痛の持病を持っている。
漆原道夫
演 - 松下達夫
城東医科大学第一外科主任教授、脳神経外科医。
森川アキ子
演 - 森昌子
漆原教授の遠縁の少女。静岡県沼津市出身。幼い頃、父を亡くす。演歌歌手デビューを控えているが、母がクモ膜下動脈瘤で、静岡県の沼津聖徳病院に入院中。漆原教授、森川アキ子の希望で、三村京介が藤田和久を助手として森川アキ子の母を執刀して手術に成功する。宗方夕子の中学校の同級生。「小雨の下宿屋」で歌手デビュー。
藤田和久
演 - 藤岡弘
静岡県沼津市の「沼津聖徳病院」の脳神経外科医。 3年前に交通事故で夫人を亡くす。独身。昭和16年（1941年）8月20日生まれ。三村京介が日本からブラジルへ帰ったあと、有田外科医院の医院長となる)
宗方奈美江
宗方夕子の母・元城東医科大学附属病院の看護婦（看護師）。

### その他の出演者
- 椎谷建治
- 伊吹徹
- 菅原一高
- 時田博
- 渡辺紀行
- 加賀見美幸
- 入江杏子
- 加島潤
- 藤田潤子
- 村上記代
- 川瀬沙世
- 南祐輔
- 大島ゆみ恵
- 伊丹加寿代
- 光映子
- 石居麻美
- 君島清美
- 岸俊也
- 水谷邦久
- ナレーター - 鈴木史朗

## オープニング

### 映像
盲目の少女が編み物をしている姿から始まり、その手を止めて、左手の時計の針を右手人差し指で触り、時間を15:07と確認し、立ちあがってバラの花を匂いを嗅ぐ。手術着を着ている三村京介医師の厳しい表情の姿、その後、手術室で盲目の少女がまだ目が見えているときに、執刀医チームが母親の手術をする。そして、手術中に亡くなる母親とその執刀医である医師が手術室から出てきたところで、少女がストレッチャーに載せられて亡くなってシーツを掛けられて横たわっている母親の胸に「お母さん、お母さん、お母さん」と言いながら号泣してしがみ付き、その少女が執刀医（三村京介医師）を睨み付け、赤色のバラの花が砕け散るというものである。

### ナレーション
夕子の瞳は大きかった。清く爽やかであった。しかし、その瞳の奥には、何も映らなかった。夕子はこの不幸にもめげず、強く、明るく生きようとしていた。
ただひとつ、5年前に、手術の失敗によって母を殺したひとりの男の顔だけは、見えぬこの目の奥深く、今もはっきりと焼き付いていた。

## スタッフ
- 脚本：田口耕三、井上梅次、宮川一郎、山根優一郎
- 監督：井上梅次、渡邊祐介、前田陽一
- プロデューサー：山内静夫、升本喜年、安田孝夫
- 撮影：加藤正幸、荒野諒一
- 美術：松井敏行
- 照明：小中健二郎
- 録音：加藤一郎
- 編集：鈴木晄
- 音楽：菅野光亮
- 衣装：松竹衣装
- 調音：日活録音スタジオ
- 現像：東京現像所
- 制作：松竹株式会社、TBS

### 制作協力
- 田宮企画

## オープニングテーマ・主題歌
オープニングテーマ
- 演奏 / 菅野光亮とノイエ・ハーモニー・オーケストラ

主題歌
- 「愛することから始めてみませんか」

作詞 / 中里綴、作曲 / 田山雅充、歌 / 田山雅充（キャニオンレコード）

## サブタイトル
| 話数 | 放送日         | サブタイトル             | 脚本               | 監督     |
| ---- | -------------- | ------------------------ | ------------------ | -------- |
| 1    | 1976年10月1日  | 運命のめぐりあい         | 田口耕三・井上梅次 | 井上梅次 |
| 2    | 1976年10月8日  | 愛の疑惑                 | 田口耕三           | 井上梅次 |
| 3    | 1976年10月15日 | あと一年のいのち         | 宮川一郎           | 井上梅次 |
| 4    | 1976年10月22日 | 衝撃!!あばかれた過去     | 宮川一郎           | 渡邊祐介 |
| 5    | 1976年10月29日 | 手術・危険なカケ         | 山根優一郎         | 渡邊祐介 |
| 6    | 1976年11月5日  | それぞれの希望           | 山根優一郎         | 井上梅次 |
| 7    | 1976年11月12日 | ほんとに見えた!!         | 宮川一郎           | 井上梅次 |
| 8    | 1976年11月26日 | さよなら!!涙の海         | 宮川一郎           | 渡邊祐介 |
| 9    | 1976年12月3日  | 喜びのいのち短く!!       | 宮川一郎           | 渡邊祐介 |
| 10   | 1976年12月10日 | 愛と死の失踪             | 山根優一郎         | 井上梅次 |
| 11   | 1976年12月17日 | 激しい青春の時           | 田口耕三           | 井上梅次 |
| 12   | 1976年12月24日 | 愛と憎しみの絶唱         | 山根優一郎         | 井上梅次 |
| 13   | 1977年1月7日   | 若者たちの我が家         | 宮川一郎           | 渡邊祐介 |
| 14   | 1977年1月14日  | 恋する若者たちの川       | 田口耕三           | 渡邊祐介 |
| 15   | 1977年1月21日  | 殺意の瞳もえて!!         | 宮川一郎           | 井上梅次 |
| 16   | 1977年1月28日  | 嗚呼!!確かめられた母の愛 | 山根優一郎         | 井上梅次 |
| 17   | 1977年2月4日   | 愛の奇跡は起ったか!!     | 宮川一郎           | 前田陽一 |
| 18   | 1977年2月11日  | 追いつめられたある秘密   | 山根優一郎         | 前田陽一 |
| 19   | 1977年2月18日  | みつけられた愛の証       | 宮川一郎           | 井上梅次 |
| 20   | 1977年2月25日  | 母を許してください!!     | 宮川一郎           | 井上梅次 |
| 21   | 1977年3月4日   | 友情のウェディングドレス | 井上梅次・宮川一郎 | 井上梅次 |
| 22   | 1977年3月11日  | 最後の手術に賭ける!!     | 宮川一郎           | 前田陽一 |
| 23   | 1977年3月18日  | よろこびの色がいっぱい!! | 山根優一郎         | 前田陽一 |
| 24   | 1977年3月25日  | 忘れられなかった顔       | 宮川一郎           | 井上梅次 |
| 25   | 1977年4月1日   | 華やかな旅立ち           | 山根優一郎         | 井上梅次 |

## DVD
- 白い秘密 DVD-BOX （7枚組、2013年4月26日発売、発売元：サンレックス、販売元：ビクターエンタテインメント VUBG-5029）

## 前後番組
| TBS系 金曜20時枠 | TBS系 金曜20時枠 | TBS系 金曜20時枠 |
| 前番組           | 番組名           | 次番組           |
| ---------------- | ---------------- | ---------------- |
| われは海の子     | 白い秘密         | 白い波紋         |